# Tirailleurs lettons

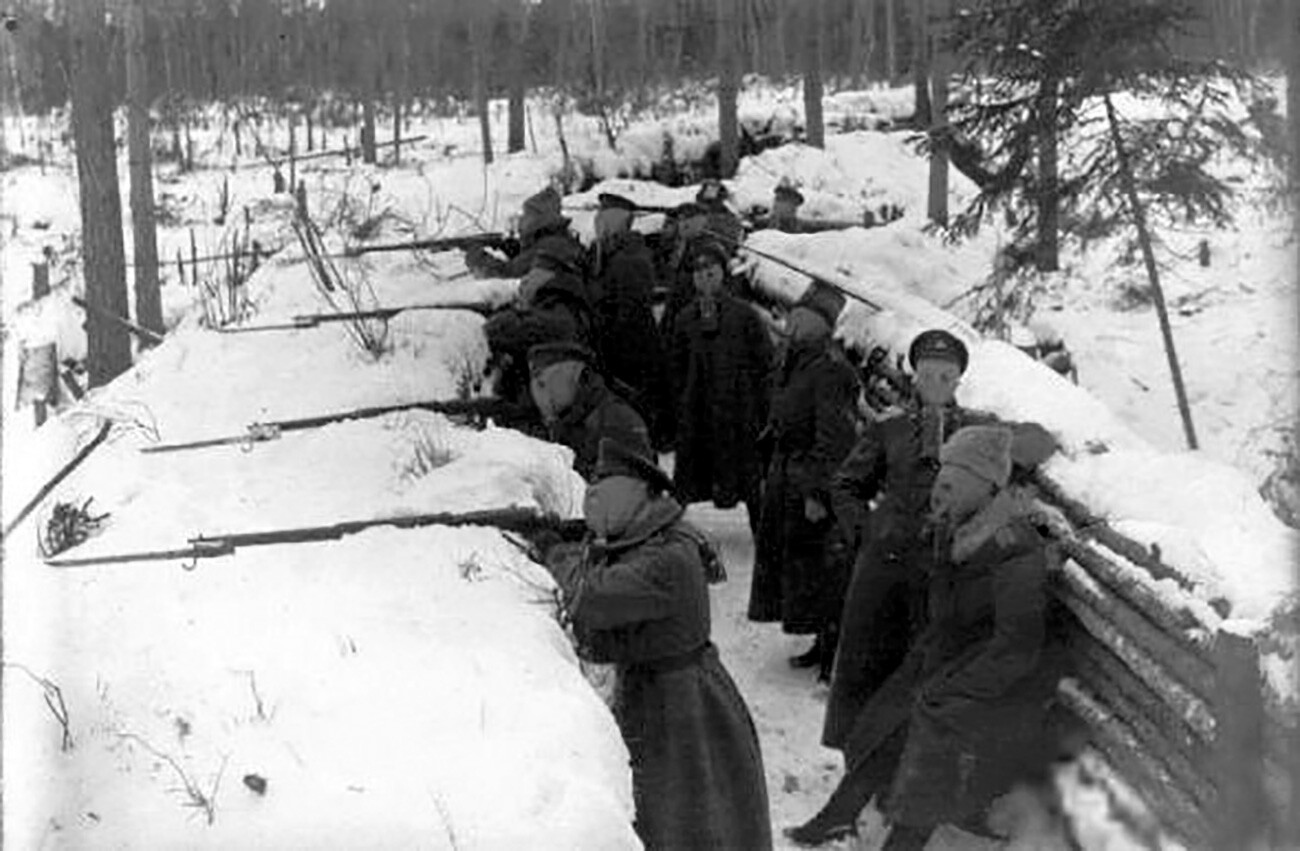
Tirailleurs lettons, peu après les batailles de l'Aa (janvier 1917)

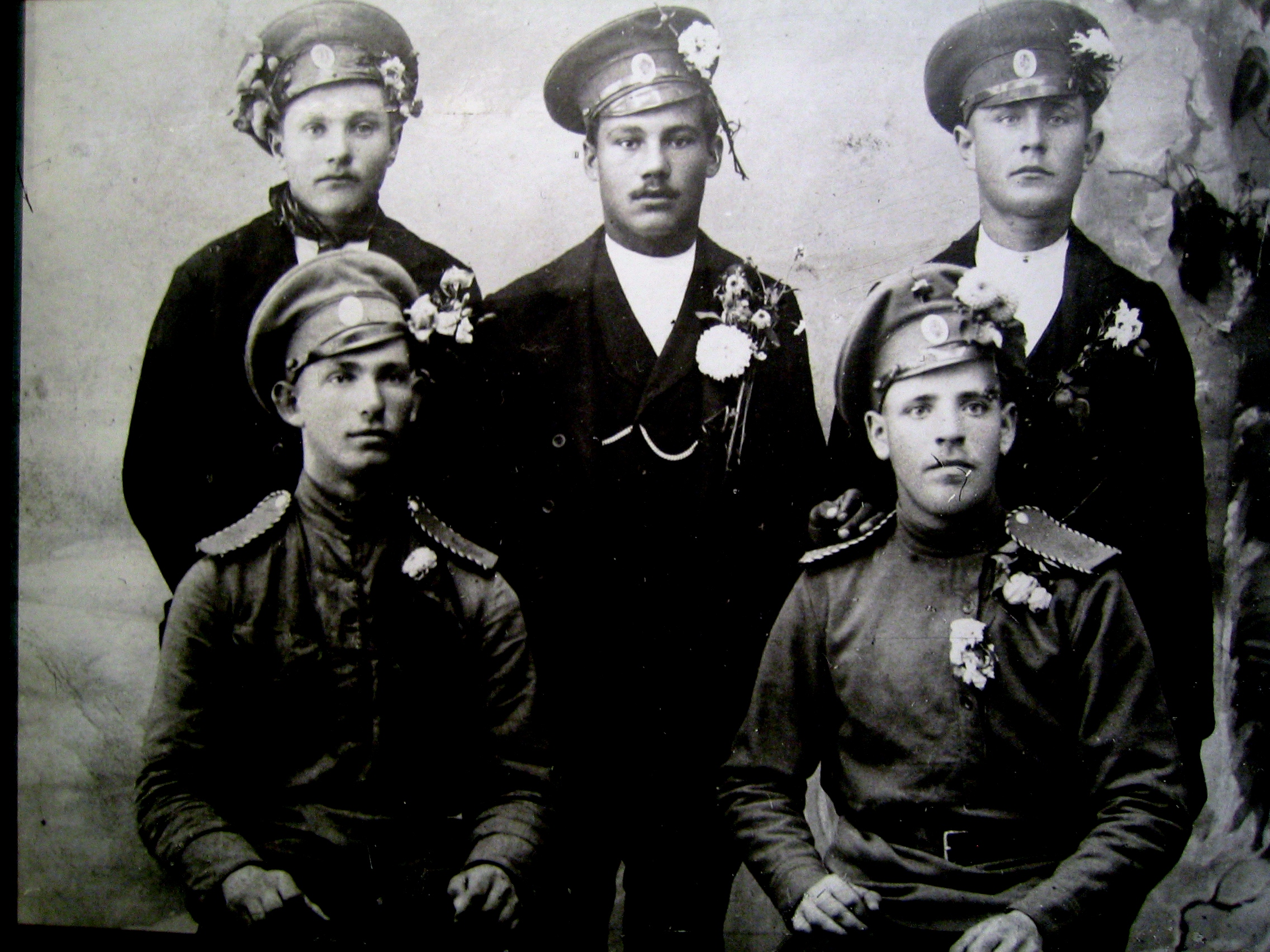
Tirailleurs lettons (août 1915)

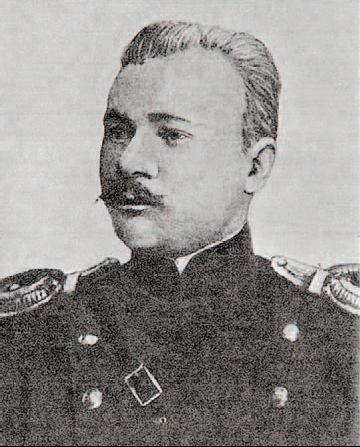
Jukums Vācietis

Les tirailleurs lettons sont huit régiments de soldats recrutés en Lettonie (gouvernement de Livonie et gouvernement de Courlande) ayant combattu pendant la Première Guerre mondiale dans les forces de l'Empire russe. Ils avaient un statut à part dans l'Armée impériale russe.

## Histoire
Leur création remonte au 23 juillet 1915 sous l'égide de deux députés de la Douma. Ils se distinguent aux deux batailles de l'Aa en janvier 1917 où ils subissent de lourdes pertes. Ils arrêtent l'avancée allemande aux portes de Riga puis contribuent à couvrir la retraite de la 12e armée russe au cours de la bataille de Riga (ou bataille de la Jugla) en septembre 1917.
À la suite de la révolution d'octobre, les régiments se rangent du côté des bolcheviks. Un officier des « tirailleurs lettons rouges », Jukums Vācietis, devient le premier commandant en chef de l'Armée rouge en 1918.

## Symbole
Les tirailleurs lettons sont restés un symbole fort du patriotisme letton malgré le fait qu'ils n'aient jamais compté plus de 70 000 hommes à côté de 150 000 autres Lettons qui servaient dans le reste de l'armée russe.